# Ениджевардарски военен музей
Ениджевардарският военен музей (на гръцки: Στρατιωτικό Μουσείο Γιαννιτσών) е военноисторически музей в южномакедонския град Енидже Вардар, Гърция.
Музеят е открит на 24 февруари 2012 година във Военния клуб в града. Едната основна тема на музея е така нарачената Македонска борба и по-конкретно сблъсъкът между гръцките и българските чети, начело с Апостол Петков в района на Ениджевардарското езеро в началото на XX век. Втората тема са Балканските войни от 1912 - 1913 година и конкретно Ениджевардарската битка. Изложени са пистолети, мечове, медали, военни униформи, лични вещи на войниците, фотографии и пощенски картички.